# Charlie Bass
Charlie Bass, właśc. Charles Foster Bass (ur. 8 stycznia 1952 w Bostonie) – amerykański polityk, członek Partii Republikańskiej. Od 1995 do 2007 zasiadał w Izbie Reprezentantów.